# Lista das mais altas montanhas do Sistema Solar

Comparativo da altura do Monte Olimpo, em Marte, a mais alta montanha planetária do Sistema Solar, com o Monte Everest e o Mauna Kea, da Terra (ambas elevações medidas a partir do nível do mar até o cume).

Este artigo traz uma lista com as mais altas montanhas do Sistema Solar, mostrando pelo menos uma de cada planeta.
Cálculos estimam que a mais alta montanha do Sistema Solar é a cratera Rheasilvia do Asteróide 4 Vesta, com seus 22 km de altura a partir de sua base. Números equivalentes ao do vulcão Monte Olimpo, em Marte, que estima-se ter 21,2 km de altura, e que por 40 anos (1971 a 2011), acreditou-se ser a montanha recordista de altura no Sistema Solar.
No planeta Terra, o cume do Monte Everest, com seus 8.848 metros, é o ponto mais alto do planeta, e a montanha com mais altitude em relação ao nível do mar. Contudo, a montanha que forma o Monte Everest tem 4,6 km de altura (face norte), partindo de sua base. Desta forma, ao contrário do que acredita o senso comum, a mais alta montanha do planeta Terra é o vulcão Mauna Kea, no Havaí, que tem 10.203 metros de sua base até o topo, o que lhe deixa 1,5 km mais alta que o Everest. A questão é que a base do Mauna Kea está no leito oceânico, e por isso, diz-se que ela tem elevação de 4.205 metros em relação ao nível do mar. Se considerarmos, ainda, somente as montanhas continentais – pois o Mauna Kea é oceânico –, o título muda novamente e vai para o Dhaulagiri, que possui uma altura de 8.167 metros do topo até a sua base, em relação ao nível do mar. Há ainda uma quarta forma de se pensar, já que a Terra não é uma esfera perfeita. Por conta disso, logo ao sul da linha do Equador, por exemplo, o planeta é um pouco mais largo. Baseado nisso, o engenheiro Joseph Senne propôs um cálculo um pouco diferente. Ele calculou a altura das montanhas com a seguinte proposta: Qual é o ponto da Terra mais próximo do espaço? Seu estudo indicou que o Monte Chimborazo, nos Andes equatorianos, é o ponto mais próximo do espaço. Segundo ele, a montanha sul-americana, somada à distorção da Terra, está a cerca de 2,4 quilômetros mais próxima do espaço do que o Everest. Os cálculos de Senne foram aferidos pelo astrônomo Neil deGrasse Tyson, diretor do planetário Hayden (Nova York). Por fim, uma quinta linha de pensamento: Segundo medições feitas por GPS, o Monte Chimborazo é a montanha mais alta da Terra, já que seu cume é o ponto da Terra mais distante do centro terrestre.

## Lista
As alturas indicam a altura da montanha de sua base até o cume, já que em muitos corpos celestes não se dispõe de outros meios de medição como referências.
| Corpo celeste | Pico(s) mais altos                | Altura | % del rádio | Origem                 | Notas |
| ------------- | --------------------------------- | --- | ----------- | ---------------------- | --- |
| Mercúrio      | Caloris Montes                    | ≤ 3 km | 0.12        | Cratera de impacto     | Formado pelo cratera de impacto Caloris |
| Vénus         | Skadi Mons                        | 6.4 km (aprox.) | 0.11        | Orogênese              | [ 11 ] |
| Vénus         | Maat Mons                         | 4.9 km (aprox.) | 0.081       | Vulcão                 | Vulcão mais alto de Vênus |
| Terra         | Mauna Kea                         | 10.2 km | 0.16        | Vulcão                 | - Mais alta montanha da Terra a partir de sua base - Apenas 4.2 km são visíveis a partir do nível del mar |
| Terra         | Dhaulagiri                        | 8.167 metros do topo até a sua base. |             |                        | Se considerarmos somente as montanhas continentais – pois o Mauna Kea é oceânico –, o título de Montanha Mais Alta da Terra pertence ao Dhaulagiri. |
| Terra         | Monte Everest                     | - A montanha que forma o Monte Everest tem 4.6 km (face norte), e 3.6 km (face sul) - O cume do Monte Everest está a 8.848 m de altitude em relação ao nível do mar. | 0.072       | Orogênese              | O cume do Monte Everest é o ponto Mais alto da Terra a partir do Nível do Mar. |
| Terra         | Pico del Teide                    | 7.5 km | 0.12        | Vulcão                 | Se eleva 3.7 km sobre o nível del mar |
| Terra         | Monte McKinley                    | 5.3 a 5.9 km | 0.093       | Orogênese              | Com cerca de 5.500 m, a altura da base ao cume é a maior entre todas as montanhas situadas inteiramente acima do nível do mar. |
| Terra         | Monte Chimborazo                  | 4.122 m |             |                        | - 17.º maior proeminência topográfica do mundo. - Ponto mais alto da Terra quando medido pela distância do centro da Terra em relação a seu topo. Isso devido à proeminência da Terra, que faz com que o diâmetro da Terra no equador seja aproximadamente 43 km mais longo do que a distância de polo a polo. Desta forma, o Monte Chimborazo dista 6384,4 km do centro da Terra e o Everest 6382,6 km, o que dá uma diferença de 1,8 km. |
| Lua           | Selenean summit                   | 10.8 km | 0.62        | Cratera de impacto     | |
| Lua           | Mons Huygens                      | 5.5 km | 0.32        | Cratera de impacto     | |
| Lua           | Mons Hadley                       | 4.5 km | 0.26        | Cratera de impacto     | |
| Lua           | Mons Rümker                       | 1.1 km | 0.063       | Vulcão                 | [ 23 ] |
| Marte         | Monte Olimpo                      | 21.9 km | 0.65        | Vulcão                 | - Mais alta montanha pertencente a um Planeta do Sistema Solar - Mais alto vulcão do Sistema Solar - |
| Marte         | Ascraeus Mons                     | 14.9 km | 0.44        | Vulcão                 | O mais alto dos três Tharsis Montes |
| Marte         | Elysium Mons                      | 12.6 km | 0.37        | Vulcão                 | O vulcão mais alto da região Elysium Planitia |
| Marte         | Arsia Mons                        | 11.7 km | 0.35        | Vulcão                 | [ 24 ] |
| Marte         | Pavonis Mons                      | 8.4 km | 0.25        | Vulcão                 | [ 24 ] |
| Marte         | Anseris Mons                      | 6.2 km | 0.18        | Cratera de impacto     | |
| Marte         | Aeolis Mons ("Monte Sharp")       | 4.5 a 5.5 km | 0.16        | Sedimentária.          | Formado a partir de sedimentos da cratera Gale; Curiosity alcançou sua base em 2014 |
| 4 Vesta       | Cumbre central de Rheasilvia      | 22 km | 8.4         | Cratera de impacto     | Quase 200 km de largura. |
| Ceres         | Ahuna Mons                        | 4 km | 0.85        | Criovulcânica          | |
| Io            | Boösaule Montes "South"           | 17.5 a 18.2 km | 1.0         | Orogênese              | [ 39 ] |
| Io            |                                   | 12.7 km (aprox.) | 0.70        | Orogênese              | |
| Io            | Euboea Montes                     | 10.3 a 13.4 km | 0.74        | Orogênese              | [ 42 ] [ 42 ] |
| Io            | Ainda sem nome (245° W, 30° S)    | 2.5 km (aprox.) | 0.14        | Orogênese              | [ 45 ] |
| Mimas         | Cumbre central de Herschel        | 7 km (aprox.) | 3.5         | Cratera de impacto     | |
| Dione         | Janiculum Dorsa                   | 1.5 km | 0.27        | Orogênese              | aprox. 0.3 km. |
| Titã          | Mithrim Montes                    | 3.3 km | 0.13        | Orogênese              | [ 50 ] |
| Titã          | Doom Mons                         | 1.45 km | 0.056       | criovolcánico          | [ 51 ] |
| Jápeto        | crosta equatorial                 | 20 km (aprox.) | 2.7         | duvidosa               | |
| Oberon        | Ainda sem nome ("montanha limbo") | 11 km (aprox.) | 1.4         | Cratera de impacto (?) | [ 56 ] |
| Plutão        | Piccard Mons                      | ~5.6 km | 0.47        | criovolcânico (?)      | ~220 km transversalmente |
| Plutão        | Wright Mons                       | ~4.0 km | 0.34        | criovolcânico (?)      | ~160 km transversalmente; |
| Plutão        | Norgay Montes                     | ≤ 3.5 km | 0.30        | Orogênese (?)          | Composto por água congelada; |

## Ver Também
- Lista das montanhas mais altas do Planeta Terra